# Les Ailes blanches
Pour plus de détails, voir Fiche technique et Distribution.
Les Ailes blanches est un film français réalisé par Robert Péguy, sorti en 1943.

## Synopsis
Les Ailes blanches raconte l'histoire d'une religieuse ayant eu une épreuve douloureuse qui a abouti à sa vocation. Elle suit la vie de trois jeunes filles, et sauve l'une d'elles du suicide.

## Fiche technique
- Titre : Les Ailes blanches
- Réalisation : Robert Péguy
- Scénario : Robert Péguy
- Adaptation et dialogues : Paul Achard
- Musique : Tony Aubin
- Décors : Lucien Aguettand et Lucien Jaquelux
- Photographie : Philippe Agostini
- Cadreur : Georges Lucas
- Son : Jacques Vacher, assisté d'André Gug et de Guy Villette
- Montage : Émilienne Bigand
- Société de production et de distribution : Union Française de Production Cinématographique (U.F.P.C)
- Pays d'origine : France
- Langue : français
- Format : Noir et blanc - 35 mm - 1,37:1
- Genre : drame
- Durée : 93 minutes
- Tournage : du 21 août à septembre 1942 aux studios Photosonor
- Dates de sortie : 10 mars 1943
- Affiche : Roger Cartier (France)

## Distribution
- Gaby Morlay : Sœur Claire née Claire Lebourg
- Jacques Dumesnil : Gérard Clairval
- Irène Corday : Lucette
- Marcelle Géniat : Sœur Louise, la tante de Claire
- Jacques Baumer : Henri Lebourg
- Saturnin Fabre : Siméon
- Pierre Magnier : Dupuis-Villeuse
- Lysiane Rey : Nadine
- Georges Vitray : Maître Verdun, le notaire
- René Dupuy : Albert
- André Nicolle : Le directeur des Folies-Bastille
- Marie-Louise Godard : La tante de Gérard
- Sinoël : Hyacinthe
- Charles Lemontier : Belin
- Jacqueline Pagnol (Jacqueline Bouvier) : Cricri
- Palmyre Levasseur : Sœur Ophélie
- Renée Gardès : La femme au dispensaire
- Camille Guérini
- Claire Mafféi
- Made Siamé
- Jacqueline Pierreux
- Hélène de Verneuil

## À noter
- Les Ailes blanches est l'un des premiers films dans lequel joue Jacqueline Bouvier, qui deviendra par la suite Jacqueline Pagnol.